# Castraz
Castraz è un comune spagnolo di 58 abitanti situato nella comunità autonoma di Castiglia e León.